# إدواردو لوبيز (مبارز بالسيف)
إدواردو لوبيز (بالإسبانية: Eduardo López)‏ هو مبارز بالسيف غواتيمالي، ولد في 5 سبتمبر 1926.

## وصلات خارجية
- إدواردو لوبيز على موقع أوليمبيديا (الإنجليزية)